# Barabbas (film, 1953)
Pour les articles homonymes, voir Barabbas (homonymie).
Pour plus de détails, voir Fiche technique et Distribution.
Barabbas est un film suédois réalisé par Alf Sjöberg, sorti en 1953.

## Synopsis
Voir l'article consacré au roman éponyme adapté.

## Fiche technique
- Titre français et original : Barabbas
- Réalisation : Alf Sjöberg
- Scénario : Alf Sjöberg et Pär Lagerkvist (adaptation du roman Barrabas de ce dernier)
- Musique : Moses Pergament
- Directeurs de la photographie : Sven Nykvist et Göran Strindberg
- Décors : Bibi Lindström
- Costumes : Gunnar Gelbort
- Montage : Eric Nordemar
- Producteur : Rune Waldekranz
- Compagnie de production et de distribution : Sandrew
- Genre : Drame
- Noir et blanc - 123 min
- Date de sortie :
  - Suède : 5 mai 1953

## Distribution
- Ulf Palme : Barabbas
- Inge Wærn : la femme au bec-de-lièvre
- Olof Widgren : Sahak, un esclave à Chypre
- Erik Strandmark : Pierre
- Anders Henrikson : le procureur romain à Chypre
- Jarl Kulle : un lépreux dans la Vallée de la Mort
- Georg Årlin : Lazare
- Toivo Pawlo : un esclave au moulin à Chypre
- Hugo Björne : un lépreux dans la Vallée de la Mort
- Olof Sandborg : le procureur au Temple
- Holger Löwenadler : un complice de Barabbas
- Per Oscarsson : un jeune homme guidant vers Lazare
- Åke Fridell : Eliahu, père de Barabbas
- Stig Olin : un complice de Barabbas
- Åke Grönberg : le brave gardien à Rome
- Sif Ruud : la tenancière de maison close à Jérusalem
- Eva Dahlbeck : la mère endeuillée
- Yvonne Lombard, Hariette Garellick et Lissi Alandh	: les prostituées

Et, parmi les acteurs non crédités :
- Gunnar Hellström : un potier
- Barbro Hiort af Ornäs : Marie de Magdala
- Gösta Prüzelius : un complice de Barabbas

## Distinctions
Le film a été présenté en sélection officielle en compétition au Festival de Cannes 1953.